# ناصر السعيد
أبو جهاد ناصر السعيد الشمري (1923 - 1979) ولد في مدينة حائل شمال وسط سلطنة نجد عام 1923 أي بعد سقوط حائل بيد عبد العزيز آل سعود بعام واحد، يُعتبر أول معارض لنظام حكم آل سعود في السعودية منذ نشوئها عام 1932.
انتقل إلى الظهران عام 1947 للعمل في استخراج النفط وتكريره مع شركة أرامكو وعاش مع بقية العمال السعوديين ظروفاً معيشية صعبة فقاد مع زملائه هناك سلسلة من الإضرابات للمطالبة بتحسين ظروفهم المعيشية والسكنية ورضخت الشركة لمطالبهم، وفي عام 1953 قاد ناصر السعيد انتفاضة العمال للمطالبة بدعم فلسطين وتم اعتقاله وأرسل إلى سجن العبيد في الإحساء وأُفرج عنه لاحقاً، وبعد وفاة الملك عبد العزيز أقيم حفل استقبال للملك الجديد سعود في مدينة حائل ألقى فيه ناصر السعيد خطاباً طالب فيه بإعلان دستور للبلاد وبإصلاح وتنظيم الموارد المالية للدولة وحماية الحقوق السياسية وحقوق حرية التعبير للمواطنين وحقوق الشيعة، وفي عام 1956 غادر من حائل إلى مصر بعدما أخبره عبد الرحمن الشمراني عن صدور أمر بالقبض عليه وإعدامه.
أشرف السعيد في القاهرة على برامج إذاعية معارضة لحكم آل سعود في إذاعة صوت العرب ثم انتقل إلى اليمن الجنوبي عام 1963 وأنشأ مكتب للمعارضة هناك وتقابل هناك مع أحد العسكريين الشباب المنشقين وهو المعارض السعودي عبد الكريم أحمد مقبل القحطاني وقد اشتركا لاحقاً في تأسيس تنظيم اتحاد شعب الجزيرة من القاهرة منتصف الستينيات، انتقل السعيد بعدها إلى دمشق بعد انتهاء الحقبة الناصرية الثورية بمصر بموت الرئيس المصري جمال عبد الناصر ثم وفي زيارة إلى بيروت اختطف فيها في 17 ديسمبر 1979 بتعليمات من ياسر عرفات والعقيد عطا الله عطا الله أبو الزعيم لصالح أسرة آل سعود، حيث استدرجه أحد أصدقائه من قادة منظمة فتح إلى فخ منصوب له بحجه إجراء بعض المقابلات مع صحف أوروبية تم تسليمه بعدها للمخابرات السعودية واغتيل لاحقاً.

## النشأة
يعتبر ناصر السعيد شاباً منحدراً من قبيلة شمر في منطقة حائل، فنشأ على كراهية الظلم والاستبداد وشهد كثيراً من مظاهره تلك بنفسه بل تعرض لها حينما سجن مع جدته وهو فتى، فقبل أن تنشب الثورة المصرية سنة 1952 وقبل ظهور جمال عبد الناصر ظهر ناصر السعيد يعارض آل سعود مدفوعاً في ذلك بعاملين نشأته وظروف عمله، حيث ولد ناصر السعيد بعد سقوط حائل في يد عبد العزيز بعام واحد أي سنة 1923 حيث كانت كراهية أهل حائل لعبد العزيز آل سعود على أشدها إلى درجة أنهم كانوا يطلقون على المواليد الذين يولدون بعد سقوط حائل مواليد السقوط حيث قال ناصر السعيد:«أنهم نظروا إليه حين مولده نظرة عدم استحسان، وكأنهم لا يريدون أن يولد أحد بعد سقوط حائل بيد الأعداء.» وفي هذا المناخ تربي ناصر السعيد على كراهية آل سعود حيث كانت جدته حسنى السعيد تجمع النساء كل يوم خميس وتلقي فيهن محاضرات أشبه ما تكون بالسياسية، وقد ذكر ناصر السعيد أسماء بعض ضحايا أسرته في الدفاع عن حائل ومنهم عبد الله العيسى السعيد وعيسى السعيد وسليمان السعيد وفهد السعيد، ويذكر ناصر أنه دخل السجن مع جدته حين كان صبياً صغيراً، إذ رفضت جدته صدقة أرسلها إليهم والي حائل عبد العزيز بن مساعد بن جلوي آل سعود مع أحد الخدم، فما كان من الجدة العجوز إلا أن ضربت الخادم، فقبض عليها، وقبل الإفراج عنها بواسطة أهل حائل حرص الوالي عبد العزيز بن مساعد بن جلوي على شتمها وكان ذلك سنة 1930.

## العمل
كغيره من شباب جزيرة العرب في الخمسينيات من القرن الماضي توجه ناصر السعيد إلى المنطقة الشرقية من المملكة العربية السعودية حيث الصناعة النفطية بحثاً عن فرصة عمل، وفي أرامكو - الشركة النفطية الأهم والأكثر نفوذاً - قاد ناصر السعيد مع مجموعة من زملائه حملة لتنظيم العمال في شركة أرامكو للمطالبة بحقوقهم ورفع الظلم عنهم، وكان ذلك بمثابة وضع اللبنة الأولى للعمل النقابي في المملكة العربية السعودية، الأمر الذي دفع أرامكو إلى الاستعانة بالسلطات السعودية لفض التنظيم واعتقال القائمين عليه.
فعندما شبَّ السعيد عن الطوق التحق بالعمل في شركة أرامكو وجمع حوله تنظيماً من العمال، وفي 17 سبتمبر 1947 قاد بهم مظاهرة فيما أسماه بيوم فلسطين في مدينة رحيمة وطالب برفض تقسيم فلسطين وقطع النفط عن أمريكا وبريطانيا وأسرع أمير رأس تنورة الأمير تركي بن عطشان بتهدئة المتظاهرين ورفض ناصر فأمر ابن عطشان باعتقالهم وحملهم إلى سعود ابن جلوي حاكم الاحساء فأطلق الأمير سراحهم، وفي نفس العام 1947 أصدرت أرامكو قانون تنظيم العمل والعمال في ستين مادة يضع نظام تصاريح العمل ويحظر إنشاء نقابات أو جمعيات عمالية لذلك قام ناصر سنة 1952 بتكوين لجنة لتمثيل العمال والمطالبة بحقوقهم فاعتقلتهم السلطات لولا الإضراب الذي قام به جميع العمال في أكتوبر 1952 احتجاجاً على سجنهم، ولقيت الشركة خسارة فادحة فاضطرت السلطات إلى إطلاق سراحهم، وتم نفي السعيد إلى مسقط رأسه حائل، ثم عاد إلى العمل في الشركة سنة 1953 بضغط كبير من العمال ليقود أخطر إضراب تزعمته اللجنة التي أنشأها ناصر في الظهران وكانت تمثل 6500 عامل وطالبوا بزيادة الخدمات الاجتماعية وزيادة الأجور والحق في تشكيل نقابة عمالية وقدموا طلباً بذلك لولي العهد - آنذاك - الأمير سعود فرفض طلبهم وأمر باعتقال ناصر وأعضاء اللجنة، وتشكيل لجنة تحريات لتقصي أسباب مطالبة العمال بتشكيل نقابة لهم، وأدى اعتقال ناصر وزملائه لاستنفار العمال لإضراب أشد اشترك فيه 13 ألفاً من عمال أرامكو في كل مناطق الإنتاج في الظهران ورأس تنورة أعلنوا إستعدادهم للاستشهاد في سبيل حقوقهم فاضطرت السلطات السعودية لإرسال قوات مسلحة في المنطقة الشرقية، وأمر ولي العهد العمال بالعودة للعمل تحت التهديد بالطرد والفصل فلم يسمع له العمال، فأمر باعتقال المزيد منهم وتم تدارك الأمر بالعفو عن ناصر ورفاقه المسجونين في سجن العبيد بالاحساء مع أخذ تعهد عليه بالإقامة الجبرية في حائل، وأدخلت أرامكو إصلاحات اقتصادية مع دعم للغذاء والكساء، وأنشأت أول مدرسة لأطفال العمال وتخفيض ساعات العمل وتشكيل لجنة إتصال بين العمال والإدارة، أما ناصر فقد أطلق سراحه وفي الطريق علم بوفاة الملك عبد العزيز واستعداد الإمارة لاستقبال الملك الجديد سعود ومبايعته، وطلب منه أمير حائل أن يلقي خطاب ترحيب بالملك فألقى أمام الملك الجديد خطاباً وضع فيه مطالب الشعب، مما جعل الملك سعود يخرج غاضباً عازماً على قتله، وأرغم العمال شركة أرامكو على عودة ناصر السعيد إلى عمله في الشركة فظلَّ عبئاً عليهم، وفي عام 1956 اتسعت حركة ناصر السعيد لتعبر عن الناصرية، فقاموا بإضراب شامل بمطالب سياسية، فأمر الملك سعود باعتقال قيادات العمال وأصدر مرسوماً ملكياً في 11 يونيو 1956 يجرم الإضراب ويعاقب القائمين به بالسجن كما أمر سعود باغتيال ناصر السعيد، فأشعره صديقه من الحرس الملكي عبد الرحمن الشمراني بذلك فهرب إلى بيروت.

## نضاله

### نضاله في شركة أرامكو
انخرط ناصر السعيد بحماسة في نضال العمال من أجل تحسين أوضاعهم المعيشية، وساهم في تنظيم صفوفهم وتوعيتهم وتحريضهم على المطالبة بحقوقهم فكان من أبرز قادة الإضرابات التي قام بها عمال أرامكو في نهاية الأربعينيات، وكان من الطبيعي أن يشمله الاعتقال من طرف السلطات السعودية نتيجة المطالبة بحقوق الكادحين، ولعل أسوأ تجربة للاعتقال يمكن أن يعيشها بشر، كانت حين ألقي بقادة العمال المضربين وبينهم ناصر في سجن العبيد في الإحساء، وكان ذلك سجناً مخصصاً لتأديب المخلوقات الدنيا في سلم المجتمع السعودي الطبقي، على أنّ نضال ناصر لم يقتصر على الجانب الاجتماعي والاقتصادي، بل إنه شمل مبكراً الجانب السياسي أيضاً، فبعد قرار الأمم المتحدة بتقسيم فلسطين، قاد ناصر مع رفاقه في ضحى يوم 17 أيلول 1947 تظاهرة في مدينة رحيمة لرفض التقسيم، والمطالبة بقطع النفط عن أميركا وبريطانيا، وسمّوا تظاهرتهم هذه يوم فلسطين، ويسرد ناصر السعيد في كتابه حقائق عن القهر السعودي كيف جاء تركي بن عطيشان أمير رأس تنورة إلى العمال المحتجين ليقنعهم بأن النفط هو بيد الأميركيين، ولا أحد يستطيع قطعه عنهم، وحاججه العمال بأنهم إذا أضربوا عن العمل انقطع بالفعل إنتاج النفط، هنالك انتقل الأمير إلى حجة فقهية فقال لهم: «تدرون أن النفط هو مثل الذهب، واسمه الذهب الأسود، وربنا يقول في القرآن أن اكتناز الذهب حرام، فإذا خلينا النفط في الأرض وما خرّجناه، فهذا هو الاكتناز المنهي عنه شرعاً، فيا جماعة الخير اتقوا الله».

### خطابه الأول ضد أسرة آل سعود
بعد فرض الإقامة الجبرية على ناصر السعيد في مدينة حائل توفي الملك عبد العزيز وتولى الحكم من بعده ابنه الملك سعود، وبعد أن تولى سعود الحكم قام بزيارة لمنطقة حائل، فألقى ناصر السعيد خطاباً هناك في 11 ديسمبر 1953 في مدرسة مدينة حائل جاء وكأنه إعلان معارضة، أو هو البيان الأول لاتحاد شعب الجزيرة العربية وهذه مقتطفات منه:

وفي نفس الخطاب تحدث السعيد عن أرامكو فقال:
وكتب جعفر البلكي عن حادثة هذا الخطاب:«شق شاب حاد النظرات بسيط الثياب صفوف المقاعد المتراصة التي جلس عليها أعيان قبيلته، وحاول أن يصل إلى المنصة التي كان يقعد فوقها ملك البلاد جالساً على أريكة ضخمة، وكانت المناسبة حفلاً أقامه وجهاء مدينة حائل في مدرستها، تكريماً لملك السعودية الجديد سعود بن عبد العزيز وكان العاهل قد قدم إلى الإمارة الشمالية في مملكته لتلقي البيعة من زعماء قبيلة شمر التي تقطن تلك البقاع.
لم يكن الشاب سوى ناصر السعيد البالغ من العمر وقتها ثلاثين عاماً ولقد أخذ يصرخ حين منعه الحراس من الاقتراب علّه يلفت انتباه الملك إليه وحين التفت إليه سعود، هتف الشاب قائلاً: «عندي كلمة يا طويل العمر، أبي ألقيها... حنّا نعرف أنك ما جيت هني للسياحة وشم الهواء، لكن لأخذ البيعة وفي هالكلمة أشياء مهمة عن البيعة يلزمك تسمعها» ولم يعد بالإمكان، وقد انتبه الناس، سوى أن يقول الملك: «تفضل... قول» وأخرج ناصر من سترته أوراقاً حضّرهاً، وجلجل صوته في الحاكم والمحكومين قائلاً: «باسم الله، وباسم الحق... باسم العمال المعذبين، والفلاحين الذين أصبحوا فريسة للمرابين... باسم الجنود الظافرين، باسم البدو المشردين... باسم الشعب الذي حُرم من نور العلم طويلاً يا طويل العمر... يا سعود بن عبد العزيز... دعني أناديك باسمك المجرد من الجلال والجلالة، فزخرف القول غرور... والذي لا يجلّه شعبه لا تجلّه الألقاب الزائفة، بل ولا يجلّه الله أبداً. إن رضى الشعب هو رضى الله! ولن يرضى الله سبحانه لمن لا يرضى عنه شعبه. لذا، أقول لك، يا سعود... هل تجشمت مصاعب الطرقات الخربة الوعرة وجئت لعندنا بقصد الدعاية لنفسك؟ ليس في مئات المدن والقرى والصحارى التي مررت بها إلا الفقراء الذين رأيتهم يمدون إليك أيديهم ضارعين من الفقر والجوع والمرض والجهل... لا يوجد علاج ولا معالج، ولا ماء نظيف، ولا دواء، ولا عمل، ولا مساكن تليق بالإنسان...».
بدا الاضطراب على وجوه القوم، والغيظ على وجه الملك سعود من هذه الوقاحة وأشار إلى ياوره الخاص العقيد محمد الذيب (رئيس حرس الملك) لكي يسكت هذا المعتوه، ويفتك منه الورقة التي بيده. وحينما أراد ناصر السعيد أن يحتج على هذا القمع الذي سُلط عليه، بلغ الحنق بملك السعودية مبلغه، وراح يصرخ : «كفى... أنتم مجرمون، إنما جزاء الذين يحاربون الله ورسوله ويسعون... ويسعون... ويسعون...» وعلق لسان الملك في كلمة «ويسعون» فلم يعرف كيف ينطق بقية الآية. ثمّ قام الملك من مجلسه غاضباً. وأراد واليه على حائل عبد العزيز بن مساعد بن جلوي أن يعتذر له، فقال له سعود: «الاحتفال زين، بس هذا اللي اسمه ابن السعيد خرّبه». كانت تلك الواقعة التي سرد ناصر السعيد بنفسه تفاصيلها في كتابه تاريخ آل سعود هي أول مواجهة وجهاً لوجه بينه وبين وأحد ملوك آل سعود.»
قال جعفر البلكي:«لم تكن الشجاعة التي أبداها ناصر أمام الملك عجيبة، فلقد تربى منذ صغره في أسرة مظلومة استشهد رجالها دفاعاً عن أرضهم، فقاوم من بقي من أفراد تلك العائلة الغزاة َالظالمين. ونشأ الفتى في كنف جدته حسناء كارهاً لمظاهر التعسف كافة، ولكل أشكال الطغيان. ثمّ إنّ وعي الشاب ما لبث أن تفتح على فداحة الاستغلال الرأسمالي لموارد وطنه، وعلى شناعة العنصرية التي يمارسها الأجانب الأميركيون على العمال من أهل البلد، وعلى حجم تواطؤ الملوك الفاسدين مع المستعمِرين الناهبين؛ ولقد حدث كل ذلك أمام عينيه حينما شاء له قدره أن يعمل في معسكرات شركة «أرامكو» الأميركية النفطية في الظهران، منذ 1947.»

### نضاله من الخارج
في عام 1956 اتسعت حركة ناصر السعيد لتعبر عن الحركة الناصرية فقام السعيد وزملائه في أرامكو بإضراب شامل بمطالب سياسية إصلاحية فأمر الملك سعود باعتقال قيادات العمال وإصدر مرسوماً ملكياً في 6 نوفمبر 1956 يحرم الإضراب ويعاقب القائمين به بالسجن، كما أمر الملك سعود باغتيال ناصر السعيد، فأشعره صديقه عبد الرحمن الشمراني من الحرس الملكي بذلك فهرب إلى القاهرة، وبعد خروجه من السعودية وخصوصاً خلال الستينيات أصبح ناصر السعيد معارضاً للسعودية من الخارج ينشر البيانات ويحرض ضد النظام، وأنشأ ما أسماه اتحاد شعب الجزيرة العربية ذات التوجه الناصري الإسلامي، وبعد انفصال سوريا عن مصر سنة 1961 لوحق ناصر السعيد من قبل الانفصاليين والسعوديين فغادر دمشق إلى بيروت ومنها إلى القاهرة حيث أشرف على برنامج صوت العرب من برج القاهرة، وكانت إذاعة سرية موجهة ضد السعودية وضد الانفصال في دمشق وضد حكام الخليج الرجعيين حسب قوله، وفي 1962 افتتح السعيد من صوت العرب برنامج أعداء الله الموجه ضد السعودية، واشتعلت ثورة اليمن سنة 1962 فانتقل ناصر السعيد إلى اليمن حيث افتتح مكتباً للمعارضة وأشرف على برنامج إذاعي تحت اسم أولياء الشيطان كما قاد الكفاح المسلح من الحدود اليمنية، فجاءت هزيمة 1967 لتقضي على نشاطه السياسي، إذ حوصر بعد مؤتمر الخرطوم وعودة العلاقات بين عبد الناصر والملك فيصل، واضطر ناصر السعيد للتنقل متخفياً بين العراق وسوريا ومصر واليمن وليبيا وبعد مقتل الملك فيصل وإعلان الملك خالد العفو عن السجناء السياسيين في الخارج عاد الجميع إلا ناصر السعيد، حيث ظلّ في الخارج، ثم حين اندلعت ثورة جهيمان العتيبي في الحرم واضطرابات المنطقة الشرقية في نوفمبر 1979 غادر ناصر السعيد بيته في دمشق وذهب إلى بيروت ليهاجم السعودية في وكالات الأنباء والصحف، فاختفى في يوم 7 ديسمبر 1979.

### إذاعة صوت العرب
في كانون الأول 1962 في استديو لإذاعة صوت العرب في القاهرة تدفق صوت ناصر السعيد من الإذاعة حاملاً على من يسميهم «آل سعود اليهود أعداء الله، وأولياء الشيطان» فلا يبقي لهم ولا يذر «هنا إذاعة صوت العرب من القاهرة ... تستمعون الآن إلى برنامج أعداء الله الذي يعده ويقدمه الأستاذ ناصر السعيد ..»
كان الزمان وقتها هو ذروة النزاع السعودي - المصري في اليمن أواخر عام 1962 ولم يكتف ناصر ببرنامجيه الإذاعيين أعداء الله و أولياء الشيطان وبكتابة المقالات في صحف ومطبوعات مثل صوت الطليعة؛ فقد انتقل خطوة أخرى في حربه على آل سعود حينما افتتح مكتباً للمعارضة السعودية في اليمن، وأسس تنظيماً سماه اتحاد شعب الجزيرة العربية جمع أطيافاً من ذوي الإيديولوجيات المتباينة، ودعا صحبة رفيق دربه الطيار المنشق عبد الكريم أحمد مقبل القحطاني إلى الكفاح المسلح من الحدود اليمنية، ولكنّ هذه المرحلة من نضال ناصر السعيد المفتوح ضد آل سعود، سرعان ما ضاقت إمكانياتها بعد هزيمة 1967 وكانت قد ابتدأت منذ عام 1956 تاريخ لجوء ناصر إلى مصر هارباً بنفسه من بطش الملك سعود الذي ما عاد يحتمل طول لسان هذا الحائلي.

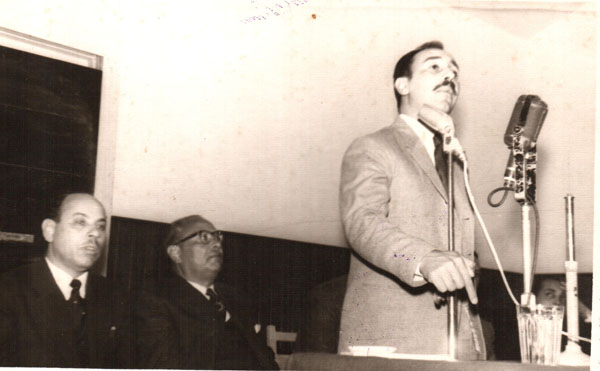
ناصر السعيد في إذاعة صوت العرب سنة 1956

لقد حدّدت هزيمة حزيران علامة فارقة في صراع الأنظمة العربية بعضها مع بعض فبعد مؤتمر الخرطوم يوم 29 آب 1967 جرت مصالحة بين الرئيس عبد الناصر والملك فيصل بن عبد العزيز آل سعود وكان من نتائجها إنهاء الاشتباك العسكري بين البلدين في اليمن، وإلغاء الحملات الإعلامية المتبادلة بين النظامين، ووقف أنشطة المعارضين السياسيين ضد الحكومتين، وهكذا صار لزاماً على ناصر السعيد وأقرانه أن يجدوا لهم ملجأ آخر يكملون منه نضالهم، غير القاهرة، وكانت الخيارات ضيقة، ولكن ناصر وجد في دمشق أخيراً مأمنه، فاستقر به المقام في منطقة السبع بحرات في بيت على مقربة من شارع بغداد، ولم يتوقف السعيد طيلة سنين منفاه المديدة عن محاربة ما يراه من الظلم السعودي بيده وبلسانه ولمّا أعلن الملك خالد العفو العام عن السجناء السياسيين في الخارج، أبى السعيد على نفسه العودة وحين اندلعت أحداث الحرم المكي في تشرين الثاني 1979 فإنّ ناصر السعيد بلغ به حماسه لها حدّاً جعله يتبناها، وكانت تلك الواقعة التي قادها جهيمان العتيبي في الكعبة مسألة خطيرة وحساسة جعلت نظام آل سعود يفقد صوابه تماماً، وصار لزاماً على كل من أيّد جهيمان أن يدفع الثمن غالياً، وبالفعل بدأت المخابرات السعودية في نصب شراكها لناصر، ولم يكن اقتناص الرجل في دمشق عملية مأمونة، لكنّ الحال في بيروت المضطربة أيامها قد يكون أيسر، وهكذا جرت اتصالات - على غير العادة - من صحف لبنانية وأوروبية بناصر لأجل إجراء مقابلات معه في لبنان، وذهب السعيد إلى بيروت، وفي ظنه أنه يرفع فيها صوت شعبه، ويُسمع نضاله للعالم ولم يكن يعلم أنّ مكيدة قد نصبت هناك لإنهاء حياته.

## وفاته
اختطف المعارض ناصر السعيد في بيروت عام 1979 عبر عملاء سعوديين ولا يُستبعد أن لصحفي فرنسي وعضو في منظمة التحرير الفلسطينية وهو عطا الله عطا الله أبو الزعيم والسفير السعودي في لبنان الفريق علي الشاعر يداً في اختطافه، وبعد حوالى أكثر من ثلاثين عاماً على مرور الحادثة، كشف الحارس البريطاني لأمراء آل سعود مارك يونق أن ناصر السعيد لم يتم التخلص منه في السعودية عام 1979 كما قيل سابقاً بل أنه تمّ التخلص منه في لبنان بعد اختطافه بأمر من الأمير فهد بن عبد العزيز ولي العهد ورمي جثمانه من طائرة على السواحل اللبنانية وترك أشلائه وجسده الممزق نهباً وغذاء لضواري والوحوش، وأكد يونق أن مصدر معلوماته هو من الملك فهد شخصياً، ولا تزال زوجة السعيد أم جهاد تنتظره بعد مضي أكثر من ثلاثين عاماً من اختفاءه والتي حمّلت الحكومة السعودية مراراً المسؤولية الكاملة عن اختطاف زوجها المناضل ناصر السعيد.
حيث اتهمت زوجته المملكة السعودية بالمسؤولية عن مصيره بعد ثلاثين عاماً من غيابه في ظروف غامضة في العاصمة اللبنانية عام 1979 وروت السيدة أم جهاد قصة اختفائه في فيلم وثائقي أذاعته قناة الحوار، كما تنقل روايات سمعتها من رفاق زوجها في النشاط السياسي الناقد للحكم في المملكة العربية السعودية ومن بعض معارفه وأصدقائه في بيروت ودمشق، وتؤكد ام جهاد أن الذي أزعج السلطات السعودية فيما يبدو هو انتقاد ناصر السعيد للطريقة التي تعامل من خلالها النظام مع مجموعة جهيمان العتيبي الذي قاد تمرداً في اليوم الأول من شهر محرم عام 1400 للهجرة الموافق للرابع من كانون الأول / ديسمبر 1979 للميلاد داخل الحرم المكي معقتداً بأن المهدي المنتظر عبد الله القحطاني ظهر وتوجب على المسلمين مبايعته، ورغم أن المرجح أنه تمت تصفية المعارض ناصر السعيد بعد اختطافه مباشرة، إلا أن أم جهاد لا تزال تنتظر عودة زوجها وأبي أولادها.
ومن الروايات التي تواترت بين الناس حول اختفاء السعيد الزعم بأن قياديين في حركة فتح قبضا مبالغ طائلة من المملكة العربية السعودية مقابل اختطاف السعيد وتسليمه للسفارة السعودية في بيروت التي نقلته بدورها مخدراً إلى مطار بيروت حيث وضع في طائرة خاصة ونقل إلى السعودية، ومن الجدير بالذكر أن قضية ناصر السعيد عادت إلى الأضواء بعد عقود من الصمت والتكتم، وذلك بسبب ما ورد على لسان العقيد سعيد موسى مراغة (أبو موسى) أمين سر فتح الانتفاضة من أن أبا إياد برر ذهابه إلى تونس وتغيير رأيه بأن إصلاح الثورة يحتاج إلى مال، فكان رد أبي موسى «وأين الملايين التي قبضتها أنت وأبو الزعيم من السعودية مقابل تسليم المعارض السعودي.» بعد ثلاثين عاماً يظل مصير ناصر السعيد مجهولاً.
وفي مقابلة صحافية أجرتها معه مجلة الأسبوع العربي نفى أبو الزعيم علاقته باختطاف ناصر السعيد؛ بدليل أنهم في حركة فتح شكلوا لجنة تحقيق للبحث عن المفقود شارك فيها هو بنفسه ومعه صلاح خلف أبو إياد وتوفيق سلطان عن الحزب التقدمي الاشتراكي ولكنهم لم يصلوا إلى شيء، لكنّ مسؤولين سابقين في حركة فتح منهم أبو موسى عضو مجلسها الثوري وقائد غرفة عملياتها يؤكدون علاقة الرجل بهذه العملية، ويعتبر أبو الزعيم من رجال الملك حسين في منظمة التحرير، وقد ارتقى في قيادة فتح حتى صار مسؤول المخابرات العسكرية فيها، لكنه أبعِد بعد أن اتهم بقيادة تمرد على عرفات في الثمانينيات، وبعد أن مات أبو عمّار أعاد خليفته أبو مازن الاعتبار لأبي الزعيم وعيّن ابنه حازم عطا الله مديراً للشرطة الفلسطينية.
وعن اختطاف المناضل ناصر السعيد كتب جعفر البكلي:«المكان: بيروت الغربية الزمان: 17 كانون الأول 1979 خرج رجل متوسط القامة مسرعاً من المبنى الذي تقع فيه مكاتب جريدة السفير، أجال ببصره في الطريق، سوّى ياقة معطفه حول عنقه، فالطقس كان بارداً في ذلك اليوم الشتوي الغائم، ثمّ مضى في شارع أمين منيمنة يحث خطاه نحو متاجر شارع الحمراء القريبة، كان راغباً في اقتناء بعض الهدايا لأسرته الصغيرة التي تركها في دمشق، منذ أيام ... محفظته الجلدية المعبّأة بأوراقه تتدلى من كتفه، وعيناه الحانقتان من خلف نظارته السوداء الكبيرة تتفرّسان في وجوه المارّة من حوله، كان سبب حنقه صحافيٌ فرنسي ألحّ في طلب موعدٍ منه في مبنى جريدة السفير، ولكنه لم يجئ ...
فجأة انتبه لخطوات مسرعة من ورائه تتسابق إليه، التفت، فرأى رجالاً ثلاثة يقتربون منه بسرعة، حاول أن يبتعد عنهم لكنّ أحدهم أمسكه من كتفه، خاطبهم بقلق: «وش تريدون؟!» أجابه أولهم بلكمة عنيفة ورشّ الثاني على وجهه رذاذاً من شيء كأنه زجاجة عطر، غامت الدنيا من حوله، حتى أنه لم يستطع أن يقاوم أولئك الرجال الذين جرّوه إلى سيارة قريبة انطلقت به مسرعة إلى حيث لن يعود.
كان ذلك الرجل المخطوف هو المعارض السعودي ناصر السعيد، وكان الرجال الخاطفون من زعران جهاز الأمن العسكري الفلسطيني الذي كان يترأسه العقيد عطا الله عطا الله «أبو الزعيم» ويقال إنّ الذي غطّى هذه الجريمة هو أبو إياد، وأمّا المؤجِّر، فلم يكن سوى السفير السعودي في بيروت علي الشاعر، ويُعتقدُ أنّ الأجرَ كان عشرة ملايين دولار وضعت في جيوب منظمة ياسر عرفات.
في الغد، وصل نعش من السفارة السعودية إلى مطار بيروت لأجل شحنه في طائرة خاصة متجهة إلى الرياض، كانت الوثائق السعودية تزعم أنّ من يرقد في النعش هي ابنة سفير المملكة في دمشق عبد المحسن الزيد، وأنهم يريدون نقل جثمانها إلى بلدها، صعد النعش إلى الطائرة راجعاً بمن رقد في جوفه إلى وطنه الذي لم يقدّر له أن يراه، منذ 23 عاماً. أثناء الرحلة، قيل بأن النعش قد قُذِفَ من الطائرة في سواحل لبنان، لكنّ العديد من المعارضين السعوديين يتداولون رواية أخرى تزعم أن ناصر السعيد وصل فعلاً إلى المملكة العربية السعودية، وهنالك عذّب، ثمّ وُضع في هيلوكوبتر، ورُمِيَ منها حياً في الصحراء.»

## فكره
للوهلة الأولى يبدو للباحث أن معارضة ناصر السعيد لا تدخل في إطار المعارضة السنية الأصولية السنية وأن هناك مؤثرات في المعارضة للملك سعود تتمثل في دور هيئات الأمر بالمعروف والنهي عن المنكر والجامعات الإسلامية التي أدت إلى نمو الأصولية، وأن سياسة الملك سعود أدت إلى تفاقم المعارضة بحيث إنتهى الأمر إلى عزله.
ولكن بالبحث المتعمق يتضح منه أن معارضة ناصر السعيد وإن كان لها توجه اشتراكي وتأثر بالناصرية إلا أنها صدرت عن رؤية أصولية سنية وتغلفت بخطاب ديني في الأساس، كما أن المؤثر الحقيقي في المعارضة في عصر سعود هو البترول الذي أدى إلى تحديث الدولة السعودية داخلياً وأثر هذا التحديث على وضعية علماء الدين، كما أن ظهور البترول وتوجه الدولة إلى التحديث الفوقي شغلها عن إصلاح ضروري للبنية الأساسية وإصلاح أحوال الطبقات الفقيرة، هذا مع اشتهار الملك سعود بالترف، وواكب هذا التأثير الداخلي تأثير خارجي تمثل في تحالف الملك سعود مع أمريكا وعدائه مع عبد الناصر والمعسكر الاشتراكي وكل ذلك أدى إلى توجه المعارضة السعودية في عصر الملك سعود إلى التأثر بالفكر الاشتراكي السائد مع اختلاف درجات هذا التأثر، وكان من أبرز المعارضين هو ناصر السعيد، ليس فقط لأنه أشهرهم وأكثرهم صموداً وأعلاهم صوتاً، ولكن أيضاً لأن مرجعيته كانت دينية تنحو نحو العدالة الإسلامية وتحمل أيضاً في طياتها اجتهاداً دينياً يؤكد على حقيقة أن الإسلام صالح لكل زمان ومكان إذا وجد مفكرين إسلاميين يصيغون منه ما يناسب عصرهم، وقد كان اجتهاد ناصر السعيد الإسلامي يربط بين عدالة الإسلام ومقاصد الشريعة مع واقعية عصره وظروف مجتمعه، هذا في الوقت الذي تضاءل فيه – نوعاً ما - دور علماء الدين في السعودية وغرق المعارضون الآخرون في التوجهات الاشتراكية والقومية، لم تكن معارضة ناصر السعيد وهابية ولكنها أدت إلى بعث معارضة وهابية تالية هي حركة جهيمان العتيبي.
أما فكر ناصر السعيد الذي ناضل من أجله فقد ضمنه في خطابه الذي ألقاه أمام الملك سعود في مدرسة حائل في 11 ديسمبر 1953 وذكرها في كتابه (تاريخ آل سعود) ثم شرح هذه المطالب وفصلها في الرسالة التي بعثها إلى الملك سعود من القاهرة ضمن منشورات الأحرار في 1 يوليو 1958 من الخطاب والرسالة تتحدد مطالب ناصر السعيد في الآتي:«إقامة مجلس شعبي (برلمان) حر ينتخب الشعب أعضاءه، ويقوم بتمثيل أبناء الشعب كافة. يضع مجلس الشعب بعد انتخابه دستوراً مستمداً من القرآن والسنة النبوية الصحيحة وروح العدل التي دعى إليها الرسل، يكون الدستور عصرياً يتضمن حقوق الشعب ويحدد مهام السلطة التنفيذية والتشريعية والقضائية. يقوم مجلس الشعب بالنظر في قوانين تجارة الرقيق التي لا توجد (وقتها) إلا في المملكة، وتراجع قطع الأيادي والأرجل وجلد المواطنين، وتؤكد علي حرية الصحافة وحرية العقيدة وحرية المبدأ والتعبير والاجتماع، وقوانين تفرض التعليم الإجباري علي كل ذكر وأنثي، وتفرض التجنيد الإجباري، وإصدار قوانين تمنع التعذيب في السجون، وتمنع إسقاط الجنسية، وقوانين تمنع أخذ الزكاة من الفقراء البدو والفلاحين، وقوانين لإصلاح حال العمال باقامة انتخابات عمال لاتحاد عمال نزيه يدافع عن حقوق العمال ويمثلهم أمام الحكومة، ويقيم لهم نقابات، ويكون هذا القانون بديلاً عن القانون الجائر التي تستخدمه أرامكو ضد العمال، وإصدار قانون آخر بأنشاء محاكم عمالية تتولي قضايا العمال، ويراعي قانون العمال مساواة العمال السعوديين في الحكومة بغيرهم من العمال الأمريكيين والأجانب، وقوانين تمنع تسريح العمال وتدفع أجورهم أثناء الإجازات، وقوانين أخرى لإصلاح حال الفلاحين بإنشاء الإصلاح الزراعي، وقوانين بتخفيض الرسوم الجمركية وللإصلاح الاقتصادي، وكما يقوم البرلمان بسن قوانين لمواجهة نفوذ أرامكو والنفوذ الأمريكي مثل إلغاء الاتفاقية الخاصة بالقاعدة الأمريكية في الظهران، وتعديل اتفاقية البترول مع أرامكو والغاء المرسوم الملكي رقم 2639»
قال أحمد صبحي: يواكب هذا الإصلاح التشريعي إصلاح اقتصادي وعمالي وتعميري إذ يطالب بشق وتعبيد الطرق في البلاد وتسهيل المواصلات، وبناء مدن عمالية صحية، وإنشاء صناعة خفيفة وثقيلة ترتبط بالبحث عن معادن، ويعمل فيها البدو الذين يمثلون 60% من السكان، ويلتفت للفلاحين والزراعة، فينادي برفع مستوي الفلاحين وحماية إنتاجهم وأراضيهم من سيطرة المرابين، وإنشاء بنوك زراعية لاقراضهم وتوجيههم واستيراد الآلات والخبرة الزراعية لهم، والعمل علي تحضير البوادي والقرى، واستصلاح أراضي البدو وتسليمها للفلاحين، ويركز اهتمامه علي إصلاح حال العمال، فيطالب باعادة العمال المسرحين، ورفع الغلاء عن العمال.
وأكمل أحمد صبحي محللاً لفكر ناصر السعيد: هذا الإصلاح المادي في الصناعة والزراعة والبنية الأساسية استهدف غرضاً اسمى كان يظهر بين سطور ناصر السعيد وهو التنمية البشرية أو رقي المواطن السعودي، ويبدو هذا من حرصه علي تعليم المرأة ووجوب التجنيد وتحضير البدو والقري؛ أي تحويل البوادي والقرى إلى مجتمعات حضارية متعلمة، وإلحاق البدو والفلاحين بالمزارع والمصانع والجيش، يقول السعيد مثلاً عن التعليم:«إصدار قانون يفرض التعليم الإجباري علي كل ذكر وأنثى في كل مراحل التعليم، فهذا ما فرضه علينا النبي محمد فرضاً حيث قال (طلب العلم فريضة علي كل مسلم ومسلمة).» وقال السعيد عن التجنيد الإجباري:«إصدار قانون يفرض التجنيد الإجباري على كل فرد، ولا أقول كل مواطن ومواطنة لأن هذا الوضع سابق لأوانه في مثل وضعنا الحالي، ليصبح الشعب كله مسلحاً ضد الأعداء، وليس في هذا ما يخالف تعاليم النبي، كما يفتي البعض، وهذا ما فرضه علينا الدين.» وما قاله السعيد في خطابه كرره في رسالته حين قال:«توسيع برامج التعليم ونشره في أنحاء البلاد كافة، وتذليل العقبات التي وضعت في طريقه، وإرسال البحوث العلمية بصورة واسعة للتخصص في مجالات مختلفة في البلاد المتقدمة علمياً وزراعياً، وإباحة تعليم النساء وإيجاد مدارس لهم أسوة بالبنين.»
وحين دعى السعيد في الرسالة إلى التجنيد فإنه يرى في التجنيد لهم تنمية بشرية، حيث يقول:«تدريب جيش الإخوان البدو عسكرياً وضمه إلى الجيش النظامي ورفع مستوى الجيش عسكرياً وثقافياً واجتماعياً وسن قانون التجنيد الإجباري، كذلك رفع مستوى الشرطة الثقافي والاجتماعي.» والتفت السعيد إلى المساجين فيطالب بتحويل السجون إلى أداة تعليم وتهذيب وإطلاق سراح السجناء السياسيين وإرجاعهم إلى عملهم وتعويضهم وتعويض أسر شهدائهم، ومعني هذا إطلاق حرية النخبة المثقفة في بناء وعي المواطنين وأحداث تنمية بشرية. ويرتبط بالتنمية البشرية والإصلاح السياسي والتشريعي والعمراني ومحاربة الفساد، ومن وجهة نظر السعيد يتركز الفساد في الاستعمار الأمريكي وعملائه داخل المملكة، ولم يكتف بأن يجعل للقوانين المقترحة دوراً في مطاردة الفساد والمفسدين من الأمريكيين وأتباعهم وإنما طالب بأجراءات أخرى منها إلغاء ما اسماه «مكاتب التجسس اللعينة ضد الجيش والشعب، وإبعاد مدير سكة الحديد الجاسوس الأمريكي الملقب بالشيخ قلدي، وإلغاء أوكار التجسس الأمريكية التي يشرف عليها أمثال المستشرقيين العالميين.» وذكر السعيد أسماءهم وأماكن تواجدهم، وألحق بتلك المطالبة أبعاد الباكستانيين والعمال الأجانب وغيرهم من خونة العربالذين تجلبهم أرامكو.
ومن وجهة نظر السعيد يرتبط بملاحقة الفساد «إيجاد ميزانية للمصروفات والواردات في كافة أنحاء الدولة تتماشي مع حفظ ثروة الشعب وتعمير البلاد، ووضع حد للتبذير ووسائل الترف والتصرفات الشخصية في ميزانية الدولة وأموال الشعب، كبناء القصور واستيراد السيارات والكماليات، وأنواع الرقيق والمئات من النساء، وصرف الأموال في سبيل الشهوات والهبات والصداقات والعادات السنوية والرشوات، والرحلات الملكية التي تنفق فيها الملايين بلا حساب.» وفي موضع آخر طالب السعيد بتطهير جهاز الدولة من جميع الدخلاء والخونة والحكام المرتزقة والجهلاء والظلمة ومحاسبة اللصوص الكبار الذين سرقوا مال الشعب مهما كانت مراكزهم وقرابتهم للبلاط الملكي، واسترداد أموال الشعب المسروقة ليعاد استخدامها في سبيل المرافق العامة، وتأمين حاجات العجزة والمتسولين من ضحايا الظلم كمقطوعي اليد والأرجل ومنكوبي السيول والحرائق.
وبالتالي فإن ناصر السعيد لا يرى أن أجهزة الأمر بالمعروف والنهي عن المنكر تقوم بواجبها الشرعي، لذلك نراه يطالب ليس فقط بإلغائها ولكن بألغاء نفوذ آل الشيخ حيث قال:«تحطيم الطغيان الديني المزيف الممثل بأفراد من آل الشيخ الذين استغلوا الدين البرئ من دين محمد لأغراضهم الشخصية وإيذاء الشعب، وإلغاء هيئات الأمر بالمعروف والنهي عن المنكر لأنها بعكس اسمها تأمر بالمنكر وتنهي عن المعروف، وتوظيف أفراد هذه الجماعات في أعمال أخرى نافعة للشعب ولا يضار بها الشعب، فالشعب ليس بحاجة إلى توجيه وإرشاد من حكومة فاسدة.» ومن الطبيعي أن تلك النظرة للسلطة الدينية المتمثلة في آل الشيخ والهيئات الدينية كانت تعبر عنها لمحات أخرى سبقت يخالف فيها الآراء الدينية التقليدية مثل دعوته للتعليم المدني وتعليم المرأة، والمبادرة بتحريم الرق والذي قدر عددهم وقتها في المملكة بحوالي ستمائة ألف من الذكور والإناث، وهناك مطالب أخرى في هذا السياق تعتبر تحدياً للموروث السلفي مثل مطالبته بحرية الاعتقاد للشيعة حيث قال:«إطلاق الحريات لأخواننا المواطنين من أبناء الشيعة لممارسة شعائرهم الدينية ومساواتهم في جميع مرافق الحياة العامة، وإلغاء الطائفية الممقوتة.» ويرتبط بهذه النظرة رأيه في حرية الفكر والرأي ومطالبته بإطلاق سراح السجناء السياسيين، وحتى مع كراهيته للعاملين في هيئة الأمر بالمعروف والنهي عن المنكر ومطالبته بإلغائها، فإنه يطالب بأن يعملوا في مهن أخرى مفيدة ولا يطالب بمصادرة حقهم في العمل، ولم يكتف ناصر السعيد بالإصلاح الداخلي وإنما التفت إلى إصلاح السياسة الخارجية للمملكة، فطالب ليس فقط بالابتعاد عن التبعية لأمريكا، بل بالتمسك بسياسة الحياد الإيجابي والسير في قافلة التحرر العربي بقيادة جمال عبد الناصر، وتجنب مبدأ ايزنهاور اللعين، وعدم التدخل في شئون البلاد الأخرى والتعامل مع البلاد الأخرى اقتصادياً وسياسياً بما فيها الاتحاد السوفيتي والصين الشعبية وبقية الدول الشرقية الأخرى بصرف النظر عن أنظمة الحكم فيها، على أن تضمن الحكومة سيادة البلاد واستقلالها.

## تأثيره
بداية السعيد المبكرة والضوضاء التي أثارها حوله بالإضرابات في أرامكو واستمراره في النضال داخل وخارج السعودية وتحالفه مع عبد الناصر، كل ذلك جعل ناصر السعيد يحرك المياة الراكدة لتتبلور عنها عدة نتائج أهمها ظهور حركات معارضة متنوعة:

### المعارضة العسكرية
كان عبد الرحمن ناصر الشمراني على صلة تنظيمية بناصر السعيد، تعرف عليه في 7 نوفمبر 1957 وهو الذي أخبر ناصر السعيد أن الملك سعود أمر باغتياله، فهرب ناصر السعيد إلى بيروت، وقد اعترف عبد الرحمن الشمراني ضابط الحرس السعودي لناصر السعيد أن هناك عوامل غيرت حياته وحولته من ضابط عادي إلى ضابط ثائر منها هزيمة فلسطين، وسوء أحوال الشعب في السعودية، ولقاؤه بقيادة ثورة 1952 في مصر وعلاقته بعبد الناصر، حيث كان ضابط الاتصال السعودي بعبد الناصر حين جاء للسعودية لأول مرة، ثم استمرت اتصالاته به حين جاء الشمراني إلى مصر، ويذكر الشمراني أنه ظل يشكو لعبد الناصر من سوء الأحوال فقال له عبد الناصر:«كفي بكاءا المسألة عايزة تنظيم وعمل» فانتقل إلى الدعوة الثورية وتنظيم اخوانه فكان في ذلك نهايته. وبعدها تم اعتقال عدد من الضباط وطياري القوات الجوية بشبهة الاشتراك في مؤامرة اغتيال الملك سعود في اعقاب الثورة العراقية 17 يوليو 1958. وفي عام 1962 تم اعتقال ستة ضباط لاتصالهم بزمرة الأمراء الأحرار في القاهرة، وفي عام 1969 اكتشفت محاولة انقلابية أخرى واعتقل فيها مائة شخصية عسكرية، وآثر هذا المناخ على بعض الأمراء السعوديين فاصبحوا الأمراء الأحرار.
أسس عبد الرحمن الشمراني حركة الضباط الأحرار السعوديين مع ضباط سعوديين آخرين، خططت هذه الحركة لإنقلاب عسكري في المملكة العربية السعودية في 1955 لكن الانقلاب فشل وأعدم جميع المشاركين فيه، حدثت محاولة الإنقلاب العسكري على أسرة آل سعود ما بين شهري أبريل ومايو من عام 1955 وقام بها عبد الرحمن الشمراني وضباط آخرين في القوات المسلحة السعودية عرفوا باسم الضباط الأحرار السعوديين، وقد كتب السفير العراقي في السعودية في صيف 1955:
| ناصر السعيد | أن السلطات السعودية قمعت بشدة حركة عرفت بحركة الضباط الأحرار على غرار حركة الضباط الأحرار في مصر التي أسقطت الملك فاروق في عام 1952. وكانت الحركة بقيادة الطيار عبد الرحمن الشمراني إضافة إلى إثني عشر ضابطاً على الأقل، و ذكرت أبحاث وكالة المخابرات المركزية الأمريكية CIA في تقاريرها في بداية عام 1956 (كانت الحركة تخطط في أبريل/مايو 1955 لاغتيال رئيس الوزراء فيصل بن عبد العزيز آل سعود ووزراء آخرين وإجبار الملك على التنحي إن لم يتم إغتياله، وقد قرر رجال الحركة تأسيس مجلس قيادة الثورة، ولكن تم إعدامهم، فيما ذكرت تقارير أخرى أن البلاد عاشت حالة الطوارئ ومن ثم انتشار أفراد الحرس الوطني السعودي في النقاط الاستراتيجية في العاصمة الرياض، وقد اختفى الملك سعود فجأة لعدة أيام. | ناصر السعيد |

### المعارضة العُمالية
وفي عهد الملك فيصل وبعد تأخره في تنفيذ الإصلاحات التي وعد بها أصدرت مجموعة جبهة الإصلاح الوطني في السعودية نداء من دمشق ضمنته مقترحات تشبه ما ورد في رسالة السعيد، ففي الستينيات والسبعينيات أيضًا قامت بضع منظمات ديمقراطية ثورية مثل جبهة التحرير الوطني السعودي واتحاد شعب الجزيرة العربية والجبهة القومية الديمقراطية في العربية السعودية ومع أن مراكز قوى هذه الجماعات كانت في الخارج إلا أنه كان لها أعضاء نشطاء في الداخل، ورغم أن المحللين يعزون ظهورها للتأثر بالحالة الإقليمية حيث الانقلابات العربية وظهور النظم الثورية والهجوم على النظم الرجعية والملكية، إلا أن هذا التصور خاطئ والدليل أنها نجحت في التحرك على الأرض، فأخذت تتشكل مظاهر الاعتراض السلمي حيث حدث عام 1963 إضراب السعوديين العاملين لدى أحد المقاولين في المنطقة الشرقية، وفي العام نفسه جرى إضراب في معمل للإسمنت، وإضراب عمال النفط مطالبين بتقليص أسبوع العمل من 48 ساعة إلى 40 ساعة، وفي عام 1964 قاطع عمال أرامكو مطاعم الشركة ونظموا مظاهرة، وبالرغم من صدور مرسوم عام 1965 يحظر كل أنواع الاتحادات العمالية فإن 900 عاملاً من عمال أرامكو برهنوا عام 1966 على وجود نوع من التنظيم لديهم إذ رفعوا إلى مكتب الشكاوى التابع لمجلس الوزراء عريضة تتضمن مطالبهم الاقتصادية.
وكان هناك مظاهرات ذات طابع سياسي وليس حقوقي فقط، حيث جرت أبان حرب حزيران يونيو 67 في رأس تنورة والظهران مظاهرات معادية لإسرائيل وأمريكا وهاجم المتظاهرون القنصلية الأمريكية.

### المعارضة الصحفية
وأيضاً في تلك الآونة ارتفع الحس الصحفي وخرج عن نمطية الثناء على الحكومة فظهرت صحف تنتقد بشكل صريح مثل صحيفتي الفجر الجديد وأخبار الظهران مما أدى لاعتقال رئيس تحرير الفجر الجديد يوسف الشيخ يعقوب والصحفي أحمد الشيخ يعقوب وإغلاقها، واعتقل رئيس تحرير أخبار الظهران عبد الكريم الجهيمان وجلد قبل إيداعه السجن.

### نجد الفتاة
تأسس في أواخر الخمسينيات تنظيم نجد الفتاة وهو تجمع للمثقفين السعوديين بالخارج يطالب بدور أكبر للشعب وفرض الرقابة على المال، وأبرز أعضائه عبد الله بن معمر وفيصل الحجيلان وناصر المنقور ومحمد أبا الخيل وورد في بعض المصادر أن عبد الله الطريقي من ضمن هذه المجموعة.

### الأمراء الأحرار
يذكر ناصر السعيد أنه بعد أن خطب خطبته المشهورة أمام الملك سعود في حائل أحدث خطابه تأثيراً في الأمراء، ومنهم الأمير محمد بن عبد العزيز الذي أعلن تأييده لناصر السعيد لكل ممن قابله من أهالي حائل، مما شجع ناصر على زيارة الأمير محمد في قصره، حيث كان هناك عدد من الأمراء، وقد طالب منه الأمير أن يكتب له تقريراً عن كل ما يريده الشعب، وقدم له الأمير محمد الورقة والقلم فكتب ناصر السعيد مطالب الجيش والشعب وقدمها له واحتفظ بصورة منها وقرأها عليه قبل أن يسلمها له فقال له الأمير أنه سيسافر إلى الملك وسيقدمها إليه وسيقف إلى جانب هذه المطالب، ويقول ناصر أنه اكتشف أن ذلك كله كان مجرد دعاية، واعتبر ناصر السعيد الأمراء الأحرار تجار كلام يتظاهرون بالعطف على الوطنيين، وحكى ناصر أيضاً أنه ذهب لمقابلة الأمير عبد الله الفيصل - المشهور بالأمير المحروم - حين كان وزيراً للداخلية، وقد استنكر الأمير عبد الله الفيصل الظلم الذي يلاقيه العمال وطلب من ناصر السعيد والعمال أن يحنوا رؤوسهم للعاصفة إلى أن يأتي أبوه فيصل إلى الحكم بل طلب منهم اغتيال الملك سعود، واعطاه كتاب فيلبي وطلب منه أن يكتب عنه تقريراً، وذكر ناصر السعيد أن الأمير عبد الله الفيصل قال له:«أنا أعرف أنكم تعملون للثورة وأن الثورة قادمة لا محالة مهما أخذنا احتياطاتنا ضدها ولكن المؤسف لن يميزوا بين سعود و بين الوطني المخلص عبد الله الفيصل ووالده فيصل وهذه مشكلة الثوار.»
وذكر ناصر السعيد أيضاً أنه قابل الأمير سلطان وزير الدفاع وعرض عليه مطالب العمال وذكر أن الأمير سلطان أركبه معه سيارته وأن الأمير سلطان لفت نظر ناصر السعيد إلى الفوارق الهائلة بين قصور الأمراء وأكواخ الفقراء وأن ذلك ليس من الإسلام في شئ وأن من يطالب بالعدل يتهمه سعود بالشيوعية أي أنه بادر بتأييد ناصر ودعوته، ولما طالبه ناصر بأن يعمل على تحقيق ما يقول قال له الأمير سلطان «أنني مثلك ليس بيدي تحقيق شئ مما قلت.» ولما رد عليه ناصر بأنه ليس اميراً ولكن مجرد شخص عادي لا حصانة له ولا نفوذ ومع ذلك واجه أرامكو وأجهزة الحكم، وحينها قال الأمير سلطان «هل تعلم أنني اتهمت بالشيوعية وأنهم يقولون عني الأمير الأحمر وأنني موضوع في القائمة السوداء!!» واعتبر ناصر السعيد أقوال الأمراء الأحرار مجرد تهريج.
وإذا كان لنا أن نصدق ناصر السعيد في حواراته التي ينقلها عن أولئك الأمراء فالمعني واضح، وهو أن الدعاية الناصرية أخذت تؤثر على العرش السعودي وتثير الجميع عليه مما أوقع أولئك الأمراء في خوف من المستقبل، فارادوا الاحتياط مقدماً بالكلام المعسول بمن اشتهر أمره أو اسمه بأنه من الثوار، وهو مجرد كلام لا يسفر عن شئ. والملاحظ أن ناصر السعيد لم يذكر أنه قابل أو تحدث مع الأمير طلال بن عبد العزيز أشهر الأمراء الأحرار أو الأمير عبد المحسن أخيه، بينما ذكر حديثه مع الأمير مشعل الذي كان خصماً للثورة والمعارضة والذي قال لناصر السعيد «أحسن شئ للوطن هو تقطيع رؤوسكم.» وحين ذكر ناصر السعيد الأمراء الأحرار قال عنهم «كان هناك دعاية وهمية يرددها السذج آنذاك عن طيبة وديمقراطية هؤلاء الأمراء أمثال الأمير محمد وسلطان وفيصل وأولاده وطلال ومشتقاته، لأن هؤلاء الأمراء التجار اعتبروا الكلام بضاعة لا يصدقها إلا الشعب المستهلك الوحيد لبضاعتهم الفاسدة بأظهار عطفهم الزائف على الوطن والوطنيين.»
وطبقا لمنهجه في تجريد آل سعود من أي إيجابيات فإن ناصر السعيد تجاهل في كتابه حركة الأمراء الأحرار التي ترأسها الأمير طلال وضمت أربع أمراء، الذين تقدموا بطلب إقامة دستور وتشكيل مجلس تشريعي في عام 1962 وقد رفض رئيس الوزراء الأمير فيصل هذا الطلب، ثم استقال فيصل وعين الملك سعود مجلساً آخر للوزارة قام برئاسته وأسند منصبي وزير المالية والاقتصاد للأمير طلال، كما أسند وزارة البترول والثروة المعدنية لعبد الله التريكي أحد القوميين العرب، وقصد من ذلك استغلال الأمراء الأحرار، إلا أنهم عندما طلبوا إقامة مجلس وطني منتخب لاعداد الدستور زادت حدة التوتر بينهم وبين سعود. وبدأ الأمير طلال ينتقد حكم سعود علناً فعزله سعود من مجلس الوزراء فاستقال معه الأمير عبد المحسن وتنازل طلال عن لقبه الملكي سنة 1969 ولجأ إلى القاهرة حيث كان يعيش ناصر السعيد، وكوّن الأمير طلال في القاهرة لجنة لتحرير السعودية، ولم تكن مصدر تهديد حقيقي للنظام السعودي ولم تكن لها شعبية أو آيدولوجية وبعد انتهاء نفوذ الناصرية بعد كارثة 1967 عاد طلال إلى السعودية واستعاد لقبه الملكي.

### المعارضة اليسارية
لا يمكن تجاهل أثر ناصر السعيد في نشأة المعارضة اليسارية، وأن تأثر بعضها بالحركات الثورية اليسارية والقومية في الشام والعراق واليمن، إلا أن ناصر السعيد هو الذي قام بتجهيز التربة منذ أواخر الأربعينيات، واطلق صوت المعارضة عالياً في الخمسينيات، فبدأ اليسار والقوميون ينسجون على منواله.
الأحزاب البعثية: حين سيطر البعثيون على العراق وسوريا حاولوا مد نفوذهم إلى الجزيرة العربية وفي عام 1958 نشأ الفرع السعودي لحزب البعث، وأصبح في عام 1963 أكبر جماعة معارضة، وفي أعقاب الانفصال بين البعث السوري والبعث العراقي في منتصف الستينيات استقال معظم الأعضاء السعوديون، وانقسم الآخرون إلى بعث عراقي وآخر سوري، فالحزب الذي يوالي البعث العراقي عاش أنصاره في العراق، واصدروا مجلة صوت الطليعة سنة 1978 وأصبح أكثر تأثيراً خصوصاً بين الطلبة الدارسين في أمريكا والخارج ونشروا كتيبات ودراسات تنتقد آل سعود دون أن تكون لهم آيدولوجية واضحة، أما حزب البعث الموالي لبعث دمشق فقد أصدر من دمشق مجلة باسم صوت الجزيرة العربية لتنطق باسم رابطة أبناء الجزيرة العربية، ووسعت من دائرته لتضم بعض القوميين الآخرين.
الحزب الديمقراطي الشعبي: انشئ سنة 1970 ويضم في عضويته ماركسيين وقوميين بأيدولوجية ماركسية وتوجه نحو النضال المسلح لتحرير الجزيرة العربية والوطن العربي كله، وكان أقرب إلى فكر ماو تسي تونج، واتخذ من اليمن الجنوبي مركزاً لنشاطه، وأصدر مجلة الجزيرة الجديدة وكان يتمكن من تهريبها إلى داخل المملكة العربية السعودية، وبرغم راديكاليته الشديدة فقد تفكك وانفصلت عنه جبهة النضال الشعبي سنة 1971 وأصدرت مجلتها النضال، واقتصرت مجهودات الجبهة على إصدار المنشورات ثم ظهر حزب آخر صغير ليرث الحزب الديمقراطي الشعبي كما ظهر حزب آخر جديد ليتحدث بالآيدولوجية اللينية الستالينية، وفي غمرة التشكيلات المختلفة للمعارضة اليسارية ظهر المجلس السعودي للسلم والتضامن الذي أصدر بياناً في 29 سبتمبر 1977 في جريدة طريق الشعب يقول:«لم ينجز الملك فهد ما وعد به بعد اغتيال الملك فيصل سنة 1975 من إقامة مجلس شورى وحكومة ديمقراطية ذات سياسة ليبرالية، والإفراج عن بعض السجناء، بل استمرت حملة الاعتقالات وبدأت تصفية المعارضة سنة 1977 وطالب المجلس بإعلان دستور وتكوين أحزاب سياسية ونقابات عمالية ومنظمات اجتماعية وثقافية وتأميم النفط السعودي.»

ناصر السعيد (الجالس يسار) مع عبد الله السلال (الجالس يمين) قائد ثورة 26 ديسمبر 1967 في اليمن.

جبهة التحرير الوطني: في عام 1956 شكل بعض الشيوعيين والعمال جبهة الإصلاح الوطني ثم انسحب منها الشيوعيون وكونوا جبهة التحرير الوطني وكان من أهدافها التغيير الشامل لكل ملامح الحياة في السعودية وإقامة نظام دولة يعبر عن مصالح الشعب من دستور ديمقراطي يكفل كافة الحقوق السياسية والعمالية والنضال ضد الإمبريالية والصهيونية والرجعية، وإلغاء القواعد الأجنبية والمعاهدات العسكرية، ومراجعة عقود الامتيازات الأجنبية وتوثيق العلاقة مع الاتحاد السوفيتي والدول الاشتراكية، وفي نهاية 1975 تغير اسم الجبهة إلى الحزب الشيوعي السعودي العربي وأصبح محدود الفاعلية.
تدهور المعارضة اليسارية: باعلان الملك خالد العفو العام بعد اغتيال فيصل حيث وعد ولي العهد الأمير فهد – وقتها – بترحيبه بالمنفيين السياسيين، فتسابق أغلبيتهم للعودة وإعلان الولاء للنظام، وعمل بعضهم في الاستثمارات وأصبحوا ضمن الطبقة الطفيلية المستغلة، حتى أن بعضهم تنكر لتاريخه وألحق العسف بالعمال مما اضطر السلطات السعودية للتدخل لمنعه، ويفسر البعض ترحيبهم بالعودة والنكوص عن استمرار الجهاد بسوء الأحوال المعيشية في الخارج، حيث لم تكن مرتباتهم تكفيهم كلاجئين سياسيين، في الوقت الذي ارتفعت فيه الأحوال المعيشية في الداخل، هذا مع الوقت الذي انحسرت فيه آيدولوجية اليسار وفقد مصداقيته ليحتل اليمين الساحة مكانه، والواقع أنها ضريبة الترف، إذ تعود أولئك على رغد العيش، ومارسوا معارضة الفنادق والغرف المكيفة في وقت الرواج لأيدولوجية اليسار، فلما انحسرت تلك الأيدولوجية وتبدلت الأوضاع السياسية في المنطقة بعد سقوط الناصرية وهزيمة عبد الناصر وعلو النفوذ السعودي أدى ذلك كله إلى انكماش التأييد للمعارضين اللاجئين في الدول العربية، وأصبح الأفضل لهم استغلال فرصة العفو العام فسارعوا إلى وطنهم يعلنون التوبة.
هذا يشير إلى مفارقة طريفة بين معارضة الاخوان في العشرينيات، ومعارضة اليساريين والقوميين فيما بين الخمسينيات والسبعينيات باستثناء ناصر السعيد باعتباره حالة خاصة، فالاخوان بسبب الضنك الذي اعتادوه كانوا يقذفون بأنفسهم في الموت أملاً في الجنة وهي أفضل، وحين عارضوا عبد العزيز تطورت معارضتهم من القول إلى الفعل إلى حمل السلاح، إذ ليس لديهم في الحياة ما يستحق الخوف عليه، أما هذا الجيل الذي ارهقه الترف فقد سارع بترك موطنه في أقرب فرصة ليضع نفسه في خدمة أنظمة استبدادية أخرى لا تقل في الاستبداد عن أي نظام عربي آخر، وسمح بأن تستغله هذه الأنظمة في سياساتها وحساباتها مع الحكم السعودي، وبالتالي تعرض للكثير من العنت، ومن هنا سارع إلى العودة حين واتته الفرصة.
الوحيد الذي عاش مخلصاً لمبدئه وعانى من أجله داخل المملكة وخارجها هو ناصر السعيد، الذي رفض العودة وفضل استمرار النضال، ولم يكن ذلك الامتياز الوحيد الذي تحلى به تاريخه إذ أنه مع جرأته وشجاعته الذي شابه فيها الاخوان فإنه يتميز عن الجميع بآيدولوجية سلمية في المعارضة تمزج بين العدل الإسلامي وثقافة العصر في صيغة مبتكرة.

### نتيجة حركة ناصر السعيد
تم عزل سعود وتنفيذ بعض الاصلاحات التي طالب بها ناصر السعيد، ففي محاولة لتجنب ثورة شعبية تم نقل وظائف الملك سعود التنفيذية إلى الملك فيصل سنة 1958 ولكنه استعادها سنة 1960 مع استمرار الأمير فيصل ولي العهد في نفوذه إلى أن تم خلع سعود وتعيين فيصل ملكاً سنة 1964. كان فيصل قد أعلن في سنة 1962 برنامجه الاصلاحي المتأثر في نقاطه العشر بمطالب ناصر السعيد، ويقول البرنامج في بدايته (الإصلاح بهدف تحقيق نظام موحد قائم على مبادئ الشريعة، فالقانون الأساسي - أي الدستور - سيتم نشره ومُستمد من القرآن والسنة النبوية واجتهاد الخلفاء الراشدين وأهل السنة من السلف الصالح، وسيتم اعلان المبادئ الأساسية للحكم والعلاقة بين الحاكم والمحكومين)أي ارجأ إعلان الدستور والمبادئ الأساسية لوقت لاحق، ثم أعلن النقاط العشر وهي:
وبالطبع لم يتم تنفيذ الإصلاحات السياسية الديمقراطية ولكن قامت الدولة السعودية بإصلاح البنية الأساسية في الطرق والمواصلات والمساكن والكهرباء والرعاية الصحية وساعدها تطور إنتاج البترول على تحقيق رفاهية المواطنين، وتحقيق أحد مطالب ناصر السعيد. لقد عاش ناصر السعيد حتى رأي تحقيق بعض مطالبه، ومع أن التآمر على حياته لم ينقطع إلا أن ناصر السعيد عاش حتى رأي عزل الملك سعود وعاش حتى رأى لجوء سعود إلى القاهرة، ورأى موت سعود في القاهرة سنة 1969 وعاش ليشهد اغتيال الملك فيصل سنة 1975 وظل حياً يتفادي محاولات اغتياله حتى سمع باقتحام الاخوان للحرم المكي سنة 1979 فخرج ناصر السعيد من مخبئه ليدلي برأيه في بيروت في الحادث فكان في ذلك نهايته الغامضة.
قبل نهايته أوجد الظروف التي اشعلت حركة جهيمان العتيبي، فقد اضطهدت السلطات السعودية حركات المعارضة اليسارية خصوصاً الشيوعية منها واستعانت عليها بالتيار السلفي، فضاع ذلك التوازن بين التيارين السلفي والعلماني، خصوصاً مع تحالف السادات وفيصل وعلو شأن التيار الاخواني في المنطقة، وحين تعاظم النفوذ السلفي ظهرت منه حركات المعارضة من جهيمان إلى المسعري، وتلك هي النتيجة الأخيرة في تأثير حركة ناصر السعيد.

## إرثه
إذا ذكرت المعارضة في السعودية ذكر ناصر السعيد في المرتبة الأولى، فالرجل يعتبر أبرز وأشهر وأول معارض لدولة آل سعود منذ تأسيسها. بدأ السعيد رحلته بقيادة انتفاضة للعمال للمطالبة بدعم فلسطين في عام 1953 وتم اعتقاله حينها وأرسل على سجن العبيد أحد أبرز أماكن اعتقال المعارضين حينها، كانت مطالبات السعيد تتلخص في إعلان دستور للبلاد وحماية حرية التعبير للمواطنين وإلغاء العبودية في المملكة، انطلق السعيد في رحلته لمعارضة حكم آل سعود من مصر فأقام فيها في الخمسينات، كان الرئيس عبد الناصر في صراع نفوذ مع الملك فيصل حينها وقامت بينهما حرب اليمن، استقبل عبد الناصر السعيد وبدأ في إذاعة برامج معارضة لآل سعود في الراديو، ثم انتقل لليمن أثناء حرب اليمن وأنشأ مكتب للمعارضة في اليمن، وبعد وفاة الرئيس عبد الناصر سافر ناصر السعيد إلى دمشق ثم إلى بيروت التي كانت فيها نهايته، ما بين حائل ولبنان ترك السعيد الكثير من المعارك والكتب والأفكار والقضايا.

قال أحمد صبحي:
أحببت هذه الشخصية وتعاطفت معها في نضالها السلمى أمام خصوم لا يعرفون ولا يحترمون الا منطق القوة، القوة عندهم هى الحق، في المواجهة وقف ناصر السعيد مسلحاً بفطرة إسلامية نقية وبإيمان بقيمة العدل الإسلامية التي لا تزال مغيبة ومشوهة بمتون الفقه التراثي، مع العدل إنحاز إلى الإصلاح السلمي دون غيره، فوقف داعية لاصلاح الدولة السعودية من الداخل بأن يقوم الحكام أنفسهم بإصلاح أنفسهم بدلاً من قيام ثورة قد لا تبقي ولا تذر، وكانت النتيجة أن تسجنه وتطارده ثم تغتاله الأسرة التي حاول إصلاحها سلمياً من الداخل.
جاء ناصر السعيد بين حركتين للمعارضة السنية الوهابية ضد الدولة السعودية الوهابية - الإخوان من قبله وجهيمان العتيبي من بعده - كلتاهما سفكت الدماء وانتهكت الحرمات، هذا ما كان ابن حائل العظيم - ناصر السعيد - يدعو إليه ويعاني من أجله فلم يلتفت إليه الأغبياء الذين لا يزالون في غيهم يعمهون، وسيظلون هكذا إلى أن تفرض عليهم سيدتهم أمريكا الإصلاح أو إلى أن تزول دولتهم وتعود إلى متحف التاريخ مثل شقيقتيها السابقتين الدولة السعودية الأولى والثانية.
كنت أحترق وأنا أكتب عن ناصر السعيد، كنت أكتم إعجابي به إذ أن المنهج العلمي التاريخي يفرض على قلمي الإلتزام التام بالحياد تاركاً للقارىء أن يكون رأيه بنفسه، كان الضحية المسالم يتوجع أمامي بين السطور في مواجهة الطغيان المسلح، إلا أن المنهج العلمى البارد يتطلب الحياد حتى في الصراع غير المتكافىء بين الطرفين.
والآن أقولها وعن دراسة وعلم وتخصص في تاريخ المسلمين من بدايته إلى الآن أن ناصر السعيد أعظم شخصية أنجبتها الجزيرة العربية طيلة تاريخها منذ العصر الأموي حتى الآن وأنه – كمصلح مسالم - أعظم من أنجبته منطقة نجد الدموية طيلة تاريخها، وأنه يحق لأبناء حائل وشمر أن يفخروا به، وأن من واجبه عليهم أن يعطوه حقه من التكريم وأن يخلدوا اسمه ما استطاعوا إلى ذلك سبيلاً، يرى البعض – وأنا منهم – أن العظمة الحقيقية هى العظمة الإنسانية الأخلاقية التي تقف مع الحق والخير والسلام، رواد العظمة بهذا المفهوم هم الأنبياء صفوة البشر ثم أمثلة مضيئة بعطائها في كل زمان ومكان، من عمر بن عبد العزيز إلى الحسن البصري وسعيد بن جبير وأبى حنيفة في العصور الوسطى إلى غاندي ومارتن لوثر كنج ومانديلا وناصر السعيد في عصرنا الراهن.

كتب سيد أبو الدهب:
فكما أن المقتول وهو ناصر السعيد كانت له لحظة أخيرة، راجع فيها شريط حياته فإن قاتله وهو الملك فهد كانت له لحظة أخيرة أيضاً من المؤكد أن ناصر السعيد الذي وهب جهداً كبيراً من مجهوده للقضية الفلسطينية قد وقف مع نفسه موقف المتأمل وكيف أن صديقه الفلسطيني من منظمة التحرير هو الذي باعه وقبض الثمن .. نهاية ناصر السعيد تعطي درساً غالياً للمثقف العربي أن لا يضع يده حتى ولو مرحلياً بأي نظام شمولي .. ناصر السعيد صرخة مدوية لإصلاح المجتمع السعودي وروشتته للعلاج من البيئة السعودية فمن المؤكد أن يكون تأثيرها أكبر فاعلية من أي علاج مستورد .. تذكرت اللحظة الأخيرة لناصر عندما بدأت أتعرف على ما كتب وعلى تاريخه، ولفت نظري ما كتب عنه من كونه يعد أعظم شخصية أنجبتها الجزيرة العربية في ألف عام، وأنه فخر لكل خليجي وعربي حتى لمن قتلوه ..
رغم موت ناصر السعيد إلا أن أفكاره لا زالت على قيد الحياة، وهو درس قاس للمستبدين يفيد بأن قتل صاحب الفكر ليس معناه نهاية الفكر بل ربما كانت البداية الحقيقية له هذا لا يقلل من الكاتب أو الكتاب .. بل على العكس فهو للفت النظر لأفكاره التي جاءت خلال صرخاته الغاضبة في وجه قومه، رحم الله ناصر السعيد الذي جاهد وقتل في سبيل رأيه وأرى أن الدية المقبولة لناصر السعيد هي طرح أفكاره للنقاش حتى وإن كان حاداً في طرحه، وأن نرى من العائلة السعودية من يعطي لهذا المفكر حقه.

## إنتقادات
كتب سيد أبو الدهب:

## مؤلفاته

غلاف كتاب تاريخ آل سعود بقلم ناصر السعيد.

غلاف كتاب حقائق عن القهر السعودي بقلم ناصر السعيد.

- تاريخ آل سعود: الذي ثبت فيه نسب أسرة آل سعود ودور بريطانيا ثم الولايات المتحدة الأمريكية في مساعدتهم لتأسيس المملكة، وذكر فيه بعض ممارسات أمراء الأسرة في قهر شعوب جزيرة العرب.[1]
- حقائق عن القهر السعودي.
- نهاية طاغية.
- عالم الملوك.
- قتل الشيعة في أقذر شريعة.
- كُنت في مملكة الحريم.
- مؤامرة أم خالد.
- مجموعة قصائد لم يسبق نشرها.

### كتاب تاريخ آل سعود
يتميز هذا الكتاب بأن مؤلفه كتبه عن واقع عايشه وشاهده، وكونه أحد مواطني هذا النظام الذي شهد هو بنفسه فصولاً من ظلمه وعانى ألواناً من مرارة استبداده، قدم السعيد فيه معلومات كثيرة وغنية توضح النظام السعودي في عقر داره وتسلط الضوء على أهم المظالم والجوانب التي تكشف النظام، ولجوء السعودية إلى اختطافه دليل على ما شكلته كتاباته ورؤاه وبرامجه على هذا النظام، وحسب ما يقول ناصر السعيد في الكتاب فإنّ العائلة المالكة في السعودية ذات أصول يهودية، وأنهم جميعاً ينتسبون إلى جدهم تاجر الحبوب في البصرة مردخاي بن إبراهام بن موشى الذي بدّل اسمه إلى مرخان بن إبراهيم بن موسى وذلك حين استقر به المقام في الدرعية، وأراد أن يجعلها إمارة خالصة له ولأبنائه، وأن هنالك قرائن كثيرة وشهوداً يؤكدون هذا الأصل السعودي، يقع كتاب تاريخ آل سعود في 663 صفحة ويعتبر محظوراً من النشر والتوزيع والتداول في معظم البلاد العربية.

### مذهبه في الكتابة
كتب أحمد صبحي:
أما فيما يخص تأريخه لعلاقاته الشخصية مع الشخصيات التي تعامل معها، فقد كان يحرص على ذكر الاسماء للشخصيات المعاصرة  لتاريخ الحدث، ومن الطبيعي أن العهدة عليه فيما يرويه عن نفسه وعلاقاته بمن حوله من المعاصرين له، وقد كتب كتابه في حياته وحياتهم ومع ذلك فإننا ننقل عنه وفق هذا التحفظ، فالعهده عليه فيما يرويه ومن حق الآخرين تكذيب أو تصديق ما يقوله عنهم في تاريخه وسيرته الذاتية، وينطبق هذا على واقعة خطابه الذي واجه به الملك سعود في مدرسة حائل، هذا مع أن ناصر السعيد قد دخل التاريخ فعلاً في حركته الثورية ضد أرامكو واضرابات العمال المتلاحقة للافراج عنه، واضطرار الحكومة السعودية وشركة أرامكو لتنفيذ طلبات العمال بل لقد أصدرت هوليود فيلماً سينمائياً درامياً عن حركته العمالية قام ببطولته الممثل الأصلع يول براينر في الستينيات أي أنه فرض نفسه على تاريخ المنطقة في الخمسينيات وبداية الستينيات كمناضل ظل يعاني في سبيل آرائه حتى موته الغامض في بيروت أثناء حركة جهيمان العتيبي.

كما كتبت مجلة الأخبار عن نشر كتاب تاريخ آل سعود:

## معلومات
1. ↑  الرواية التي تزعم أن ناصر السعيد ألقي به من الطائرة في سواحل لبنان، أوردها مارك يونغ في كتابه الحارس الشخصي وهو مرافق خاص لعدد من أمراء العائلة المالكة السعودية، ويقول إنه سمع الرواية بنفسه من بعضهم.
2. ↑  حاول عبد الرحمن ناصر الشمراني عام 1373 هـ الموافق 1954 عندما كان مديراً للمدارس العسكرية بالطائف بتلغيم مصلى العيد في الطائف والذي كان من المفترض أن يحضر للصلاة فيه الملك فيصل ومشعل وزير الدفاع وقتها وانتهى الأمر بالشمراني بالإعدام أمام كبار الضباط في معسكر الطائف في 27 محرم 1375 هـ الموافق 14 سبتمبر 1955